# Platycis sculptilis
Platycis sculptilis är en skalbaggsart som först beskrevs av Thomas Say 1835.  Platycis sculptilis ingår i släktet Platycis och familjen rödvingebaggar. Inga underarter finns listade i Catalogue of Life.